# Der Teil und das Ganze
Der Teil und das Ganze ist ein vom deutschen Physiker und Nobelpreisträger Werner Heisenberg geschriebenes Buch mit autobiographischen Zügen, in dem dieser durch die Wiedergabe vieler von ihm, insbesondere mit Niels Bohr, Wolfgang Pauli, Albert Einstein und Carl Friedrich von Weizsäcker, geführter Gespräche die Entwicklung der Quantenmechanik und Atomphysik nachzeichnet und dabei auch damit zusammenhängende philosophische, religiöse und politische Themen erörtert.
Das Buch Der Teil und das Ganze trägt den Untertitel „Gespräche im Umkreis der Atomphysik“ und ist 1969 im R. Piper & Co. Verlag in München erschienen. Im November 2002 wurde die 8. Auflage als Taschenbuch veröffentlicht. Das Werk gehört zur ZEIT-Bibliothek der 100 Sachbücher.

## Inhaltsverzeichnis des Buches
Das Buch gliedert sich in folgende zwanzig Kapitel:
1. Erste Begegnung mit der Atomlehre (1919–1920)
2. Der Entschluß zum Physikstudium (1920)
3. Der Begriff „Verstehen“ in der modernen Physik (1920 bis 1922)
4. Belehrung über Politik und Geschichte (1922–1924)
5. Die Quantenmechanik und ein Gespräch mit Einstein (1925–1926)
6. Aufbruch in das neue Land (1926–1927)
7. Erste Gespräche über das Verhältnis von Naturwissenschaft und Religion (1927)
8. Atomphysik und pragmatische Denkweise (1929)
9. Gespräche über das Verhältnis zwischen Biologie, Physik und Chemie (1930–1932)
10. Quantenmechanik und Kantsche Philosophie (1930–1932)
11. Diskussionen über die Sprache (1933)
12. Revolution und Universitätsleben (1933)
13. Diskussionen über die Möglichkeiten der Atomtechnik und über die Elementarteilchen (1935–1937)
14. Das Handeln des Einzelnen in der politischen Katastrophe (1937–1941)
15. Der Weg zum neuen Anfang (1941–1945)
16. Über die Verantwortung des Forschers (1945–1950)
17. Positivismus, Metaphysik und Religion (1952)
18. Auseinandersetzungen in Politik und Wissenschaft (1956–1957)
19. Die einheitliche Feldtheorie (1957–1958)
20. Elementarteilchen und Platonische Philosophie (1961–1965)

## Aus dem Inhalt
Nachdem Werner Heisenberg seine Hinwendung zur Physik begründet hat, berichtet er vom Seminar Arnold Sommerfelds und seinem ersten Zusammentreffen mit Wolfgang Pauli, der bereits Sommerfelds Student war. In einem Gespräch dieser beiden mit dem ebenfalls dort studierenden Otto Laporte wird über den Begriff des Verstehens in der Physik, besonders im Hinblick auf die neue Quantenmechanik, philosophiert. Laporte scherzt: „Philosophie ist der systematische Missbrauch einer eigens zu diesem Zwecke erfundenen Nomenklatur“.
Anschließend ist von einem ersten Zusammentreffen 1922 mit Niels Bohr in Göttingen die Rede, was für Heisenbergs weitere Entwicklung von großer Bedeutung war. Im selben Jahr trifft Heisenberg in Leipzig mit Albert Einstein zusammen, der sich gegenüber der Quantenmechanik skeptisch zeigt, indem er fragt, was denn das Atom tue, wenn es von einem Quantenzustand in einen anderen übergehe. Diese von Einstein abgelehnten Unstetigkeiten glaubte Erwin Schrödinger später durch seine Wellenmechanik beseitigen zu können, da die Quantenphysik durch eine Differentialgleichung, nämlich der später nach ihm benannten Schrödingergleichung, beschrieben werde. Das hatte sich allerdings nicht bestätigt, es setzte sich die auf Max Born zurückgehende Interpretation der Lösungen dieser Gleichung als Dichten von Aufenthaltswahrscheinlichkeiten durch.

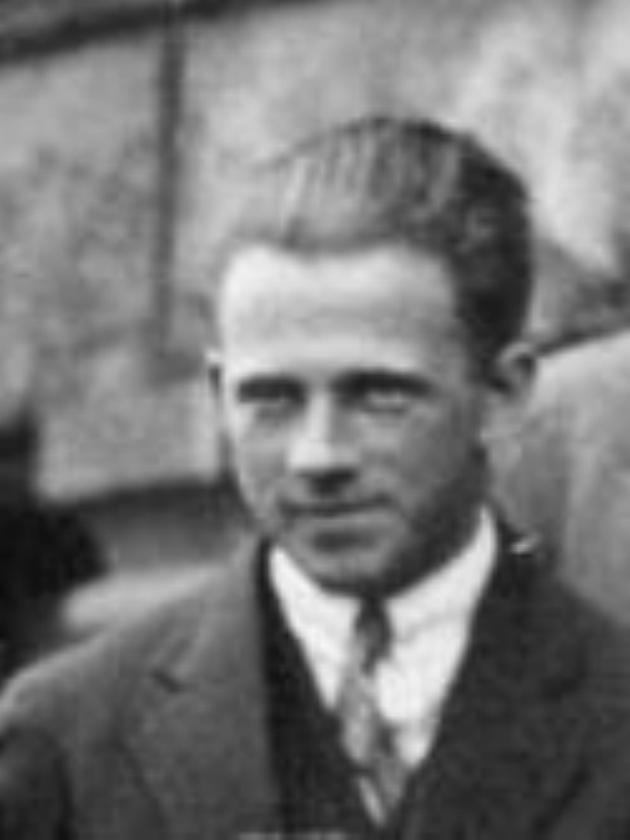
Werner Heisenberg auf der Solvay-Konferenz 1927

Im siebten Kapitel wird Einsteins auf der Solvay-Konferenz 1927 vertretene Skepsis gegen diese Wahrscheinlichkeitsinterpretation und der von Heisenberg gefundenen Unbestimmtheitsrelation vertieft. Dessen berühmter Ausspruch „Gott würfelt nicht“ gibt zu einer Diskussion über Religion Anlass. Heisenberg vertritt die Ansicht, dass Gott hier nur als Metapher für die Naturgesetze zu sehen sei, da Einstein der Glaube an einen persönlichen Gott fremd sei. Nachdem Paul Dirac eine rigorose atheistische Position eingenommen hatte, löst Pauli die Situation durch das Scherzwort: „Es gibt keinen Gott, und Dirac ist sein Prophet“. Dieses Thema wird in einem späteren Gespräch mit Bohr wieder aufgegriffen und Heisenberg erwähnt, „dass die nicht vollständige Determiniertheit in der Atomphysik gelegentlich als Argument dafür verwendet wird, dass jetzt wieder Raum für den freien Willen des Einzelnen und auch Raum für das Eingreifen Gottes geschaffen sei“.
Bevor Heisenberg 1927 dem Ruf an die Universität Leipzig folgt, unternimmt er eine Amerikareise, auf der es zu Diskussionen über das Wesen physikalischer Theorien kommt; deren Anwendbarkeit in einem fest umrissenen Erfahrungsbereich und die Einfachheit der theoretischen Axiomatik werden betont. Ein anschließendes Gespräch mit Bohr über diese Themen endet mit dessen bekanntem Ausspruch „Das Gegenteil einer richtigen Behauptung ist eine falsche Behauptung. Aber das Gegenteil einer tiefen Wahrheit kann wieder eine tiefe Wahrheit sein“.
Im folgenden Kapitel philosophiert Heisenberg mit Carl Friedrich von Weizsäcker über die Kantsche Erkenntnistheorie. Die von Kant begründete Notwendigkeit einer a priori gegebenen Kausalität und das Fehlen einer Ursache für einen einzelnen Zerfallsakt beim radioaktiven Zerfall führen zu einer Diskussion über die Vollständigkeit der quantenmechanischen Beschreibung.
Nach einem Diskurs über die Rolle der Sprache sowie über die Entdeckung des Positrons wendet sich Heisenberg der Zeit des Nationalsozialismus zu. In einem Gespräch mit einem nationalsozialistisch gesinnten Studenten arbeitet Heisenberg seine eigene ablehnende Position heraus. Anlässlich der Entlassung des Mathematikers Friedrich Wilhelm Levi in Leipzig bespricht sich Heisenberg mit Max Planck über die mögliche Wirkung eines gemeinsamen Rücktritts einiger Fakultätskollegen, darunter Friedrich Hund, Karl-Friedrich Bonhoeffer und Bartel Leendert van der Waerden. Planck riet vom Rücktritt ab, da dieser in der Öffentlichkeit nicht wahrgenommen würde, und sprach von der Aufgabe der Bildung von „Inseln des Bestandes“ innerhalb Deutschlands zur Ausbildung junger Physiker für die Zeit nach der Katastrophe. Diese Ansicht machte sich auch Heisenberg zu eigen und blieb daher in Leipzig.

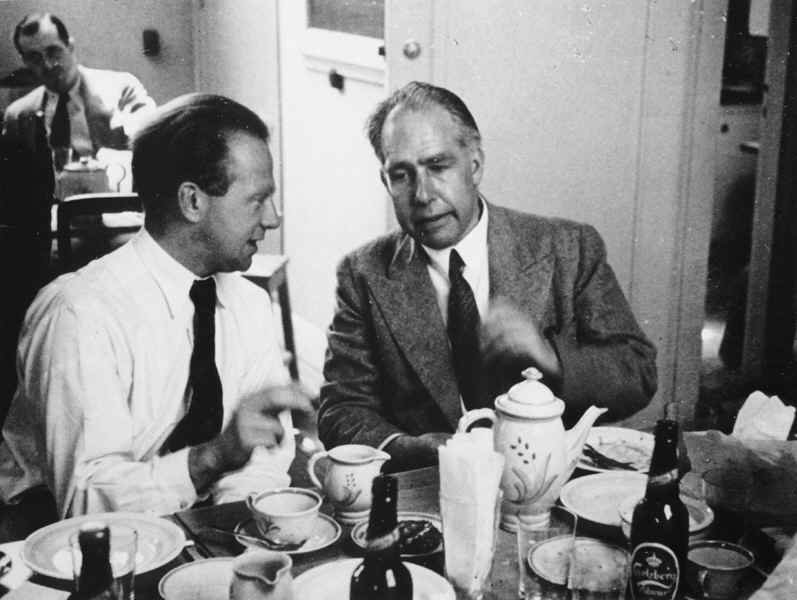
Werner Heisenberg (links) und Niels Bohr (rechts)

1935 findet dann ein Gespräch mit Niels Bohr und Ernest Rutherford über die Möglichkeit der Atomtechnik statt. Man ist zu dieser Zeit noch skeptisch, da für die Protonenbeschleunigung zu viel Energie benötigt würde, um insgesamt eine positive Energiebilanz zu erzielen. Mit seinem Studenten Hans Euler behandelt Heisenberg die damals aktuellen Themen der Antiteilchen und der Elektron-Positron-Erzeugung.
Anlässlich eines Kammerkonzerts lernt Heisenberg 1937 seine spätere Frau Elisabeth Schuhmacher kennen. Anschließend berichtet er über die sich weiter zuspitzende Lage in Deutschland. 1939 kommt es noch einmal zu einer Amerikareise, auf der er mit Enrico Fermi über seine Motive, nach Deutschland zurückzukehren, spricht. Er könne seine Studenten nicht im Stich lassen.
In Deutschland erfolgt der Einzug zum Heereswaffenamt.
Zusammen mit von Weizsäcker kommt es zu einer Konzentration auf die Energiegewinnung, die Konstruktion einer Bombe hingegen würde größere Mengen Uran-235 erfordern und eine Isotopentrennung dieses Umfangs wurde für technisch unmöglich gehalten. Innerhalb des sogenannten Uranvereins war 1941 aber schon klar, dass der Bau einer Bombe prinzipiell möglich sei, nur nicht in absehbarer Zeit. Im Herbst 1941 kommt Heisenberg in Kopenhagen ein weiteres Mal mit Bohr zusammen und versucht diesen Standpunkt des Uranvereins anzudeuten. Bohr zeigt sich so sehr erschrocken über die Möglichkeit einer Atombombe, dass Teile von Heisenbergs Andeutungen ungehört bleiben.
Das Kriegsende erlebt Heisenberg bei seiner Familie in Urfeld, wo er gefangen genommen und im Rahmen der Operation Epsilon nach Farm Hall verbracht wird. Dort trifft er mit vielen Physiker-Kollegen aus Deutschland zusammen, unter anderem mit Otto Hahn, Max von Laue, Walther Gerlach, Carl-Friedrich von Weizsäcker und Karl Wirtz. Als man über die Atombombenabwürfe auf Hiroshima und Nagasaki erfährt, kommt es zu einer Diskussion über die Schuld der Physiker. Heisenberg sagt über die Rolle Hahns, über den man sich sorgt: „Wenn Hahn nicht die Uranspaltung gefunden hätte, so wären vielleicht einige Jahre später Fermi oder Joliot auf dieses Phänomen gestoßen.“ Zum Vorwurf, der gegen die amerikanischen Physiker laut wurde, zieht Heisenberg den folgenden Vergleich zu den deutschen Physikern: „Ich weiß nicht, ob wir in diesem Zusammenhang das Wort Vorwurf überhaupt in den Mund nehmen dürfen. Wahrscheinlich haben wir an dieser einen Stelle einfach mehr Glück gehabt als unsere Freunde auf der anderen Seite des Ozeans.“
Im Kapitel 17 wird eine Diskussion zwischen Pauli, Bohr und Heisenberg über Positivismus, Metaphysik und Religion wiedergegeben. Der direkten Frage nach dem Glauben an einen persönlichen Gott weicht Heisenberg aus, indem er von der „zentralen Ordnung der Dinge und des Geschehens“ spricht, sieht aber im Christentum die Wertmaßstäbe der westlichen Welt verankert.
Im nachfolgenden Kapitel steht neben der physikalischen Arbeit besonders die politische Auseinandersetzung in Bezug auf eine mögliche atomare Bewaffnung der Bundesrepublik im Vordergrund, es wird vom Zustandekommen des Aufrufs der Göttinger Achtzehn und Heisenbergs Verhältnis zum damaligen Bundeskanzler Konrad Adenauer berichtet.
Das Buch schließt mit der Wiedergabe von Gesprächen und Briefwechseln, insbesondere mit Pauli, über die Einheitliche Feldtheorie und Symmetrien, sowie mit philosophischen Gesprächen mit von Weizsäcker über die Naturgesetze und die Rolle des Zufalls bei der Entstehung des Kosmos und des Lebens.